# Вимовское сельское поселение
Вимовское сельское поселение — муниципальное образование в Усть-Лабинском районе Краснодарского края России.
В рамках административно-территориального устройства Краснодарского края ему соответствует Вимовский сельский округ.
Административный центр — посёлок Вимовец.

## Население
| 2010  | 2012  | 2013  | 2014  | 2015  | 2016  | 2017  |
| ----- | ----- | ----- | ----- | ----- | ----- | ----- |
| 2720  | ↗2730 | ↘2712 | ↘2708 | ↘2695 | ↘2645 | ↘2621 |
| 2018  | 2019  | 2020  | 2021  | 2023  |       |       |
| ↘2582 | ↘2548 | ↘2522 | ↗2605 | ↘2544 |       |       |

## Населённые пункты
В состав сельского поселения (сельского округа) входят 2 населённых пункта:
| № | Населённый пункт | Тип населённого пункта | Население (чел.) |
| - | ---------------- | ---------------------- | ---------------- |
| 1 | Вимовец          | посёлок                | ↗1684            |
| 2 | Южный            | посёлок                | ↘1036            |